# Egon Bahr
Egon Bahr (født 18. marts 1922 i Wartburgkreis i Thüringen, død 20. august 2015) var en tysk journalist og politiker (fra SPD). 
Gennem to årtier var Bahr én af Willy Brandts nærmeste medarbejdere, først som sekretær og embedsmand (talsmand), senere som minister.
Egon Bahr var én af arkitekterne bag den Østpolitik, der normaliserede Vesttysklands forhold til DDR, Polen og Tjekkoslovakiet. 

## Medlem af forbundsdagen
Egon Bahr var forbundsminister for særlige anliggender (Bundesminister im Bundeskanzleramt) i 1972–1974, og han var forbundsminister for økonomisk samarbejde i 1974–1976.
Bahr sad i Forbundsdagen fra 1972 til 1990. Han var valgt i Flensborg–Slesvig i 1976–1980. I resten af tiden var han valgt på SPDs landsliste for Slesvig-Holsten. 

## Bahrs østpolitik

### Baggrund
Som Brandts sekretær formulerede Egon Bahr østpolitikken under overskriften "Wandel durch Annäherung" (forandring gennem tilnærmelse). 
Målet var at bryde det diplomatiske dødvande, der havde eksisteret mellem DDR og Vesttyskland siden staternes oprettelse i 1949. 
Den nye politik skulle lægge vægt på dialog og samarbejde, ikke bare med DDR, men også med de øvrige østblokstater.
Politikken var et markant modus vivendi i forhold til den af Konrad Adenauer anvendte den uforsonlige og skarpe Hallsteindoktrin, der siden grundlæggelsen af Vesttyskland i 1949 havde været grundlaget for tysk politik med østlandene.

### Østaftalerne
Fra august 1961 forhindrede Berlinmuren, at man kunne besøge slægtninge på den anden side af muren. 
Efter indsats fra bl.a. Vestberlins regerende borgmester Willy Brandt blev der i december 1963 underskrevet en aftale om passersedler. Denne aftale gav vestberlinere tilladelse til at besøge slægtninge i Østberlin. Der var en række indskrænkninger i besøgsretten.
I 1966 blev Willy Brandt vicekansler og udenrigsminister i den vesttyske regering i Bonn. I 1969 blev Brandt Vesttysklands forbundskansler. I 1966 var Egon Bahr fulgt med Brandt til Bonn. Frem til 1976 var Bahr en central person i den vesttyske østpolitik. 
De vigtigste østaftaler var 
- Moskvatraktaten (12. august 1970), der anerkendte Oder-Neisse-linjen samt den indretyske grænse mellem Øst- og Vesttyskland,
- Warszawatraktaten (7. december 1970), der gentog anerkendelsen af Oder-Neisse-grænsen, og som banede vejen for, at Willy Brandt fik Nobels fredspris i 1971,
- Firmagtsaftalen (3. september 1971) om Berlins retsstatus,
- Transitaftalen (17. december 1971) og traktaten om rejse- og besøgstrafik (20. december 1971), der udvidede aftalen om passerersedler fra 1963, så vesttyskere nu kunne besøge østtyskere,
- Grundaftalen (21. december 1972), der i praksis var en vesttysk anerkendelse af den østtyske regering, der var dog ikke tale om en folkeretslig anerkendelse af den østtyske stat, aftalen banede vejen for, at begge de tyske stater kunne optages i Forenede Nationer i 1973,
- Pragtraktaten (11. december 1973), hvor Vesttyskland gav afkald på fremtidige krav på Sudeterlandet, og hvor Münchenaftalen fra 1938 blev erklæret for ugyldig.

Den 1. august 1975 undertegnede de europæiske lande (undtagen Albanien) Helsingfors-erklæringen. Dette betød, at den vesttyske østpolitik nu var garanteret af Konferencen for Sikkerhed  og Samarbejde i Europa.